# Лисаковський Дмитро Іванович
Дмитро Іванович Лисаковський (позивний: «Гудвін»; рос. Дмитрий Иванович Лысаковский; 2 січня 1979 — 13 вересня 2024, Лісівка, Україна) — воєначальник терористичної організації ДНР, командувач повітряної розвідки у 1-му армійському корпусі ЗС РФ.

## Біографія
Народився 1979 р. Закінчив МАІ. У 2001 році закінчив Європейський університет у швейцарському Монтре. Юрист і фінансист, спеціалізувався на арбітражному та корпоративному праві.
Весною 2014 року виїхав на Донбас, займався організацією доставок гуманітарних вантажів, збиранням фінансової допомоги для бойовиків ОРДЛО, правовими питаннями. 10 березня 2015 року також став першим секретарем т.зв. "Верховної ради Новоросії". Стояв біля витоків створення підрозділів безпілотних літальних апаратів (БПЛА) 1 АК ДНР.
Лисаковський був фігурантом кримінальної справи про спробу рейдерського захоплення будівлі на Гоголівському бульварі в Москві. У січні 2019 року Пресненський суд Москви засудив його за звинуваченням у шахрайстві на шість років позбавлення волі. З урахуванням часу, проведеного у СІЗО, його звільнили у залі суду.
Учасник вторгнення в Україну. Воював на Бахмутському напрямку. Напередодні ліквідації записав відеоролик, у якому повідомив, що підпорядковані йому підрозділи БПЛА розформували, а його самого перевели до штурмового підрозділу у 1-шу окрему мотострілецьку бригаду через конфлікт з командуванням. Лисаковський також заявив, що його командир знаходиться «під впливом» людини, яка контактує із «західними розвідками», так-як свідомо веде людей у «м'ясні штурми». Вважається зниклим безвісти.
Обставини загибелі групи, в якій був Дмитро Лисаковський, набули широкого суспільного резонансу. Міністр оборони РФ Андрій Білоусов 14.09.2024 доручив у найкоротші терміни розібратися в ситуації, пов'язаній з інформацією про загибель двох військовослужбовців із позивними «Ернест» та «Гудвін» 87-го окремого стрілецького полку Південного військового округу і поставив це доручення на особистий контроль.